# Barbus sexradiatus
The Kavirondo Barb (Barbus sexradiatus) là một loài cá vây tia trong họ Cyprinidae.
Nó chỉ được tìm thấy ở Kenya.
Môi trường sống tự nhiên của chúng là hồ nước ngọt. Its status is insufficiently known.